# Panesthia mearnsi
Panesthia mearnsi är en kackerlacksart som beskrevs av Andrew Nelson Caudell 1924. Panesthia mearnsi ingår i släktet Panesthia och familjen jättekackerlackor.
Artens utbredningsområde är Filippinerna. Inga underarter finns listade i Catalogue of Life.